# 噴射背包

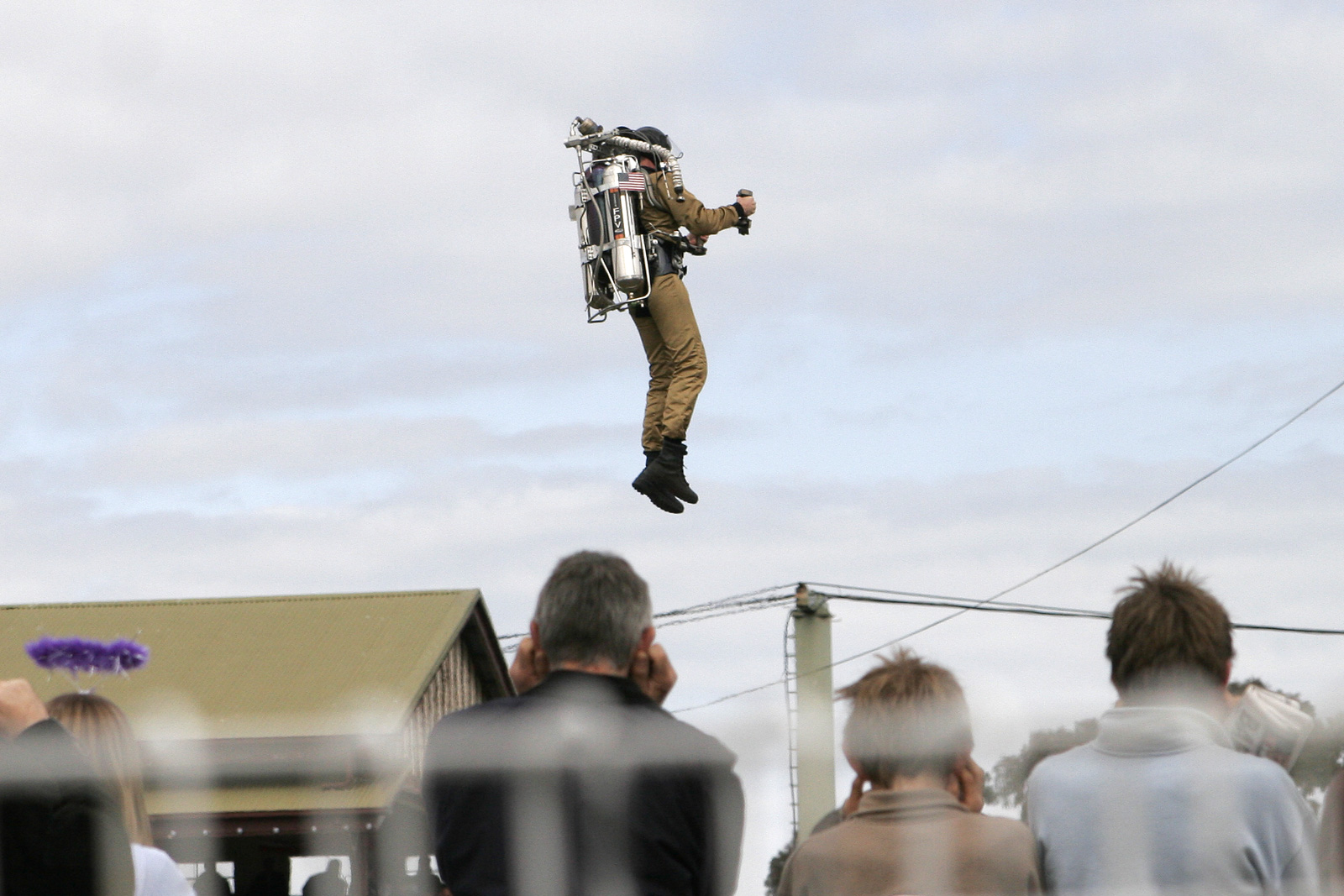
2005年的墨爾本秀的火箭帶駕駛Dan Schlund。

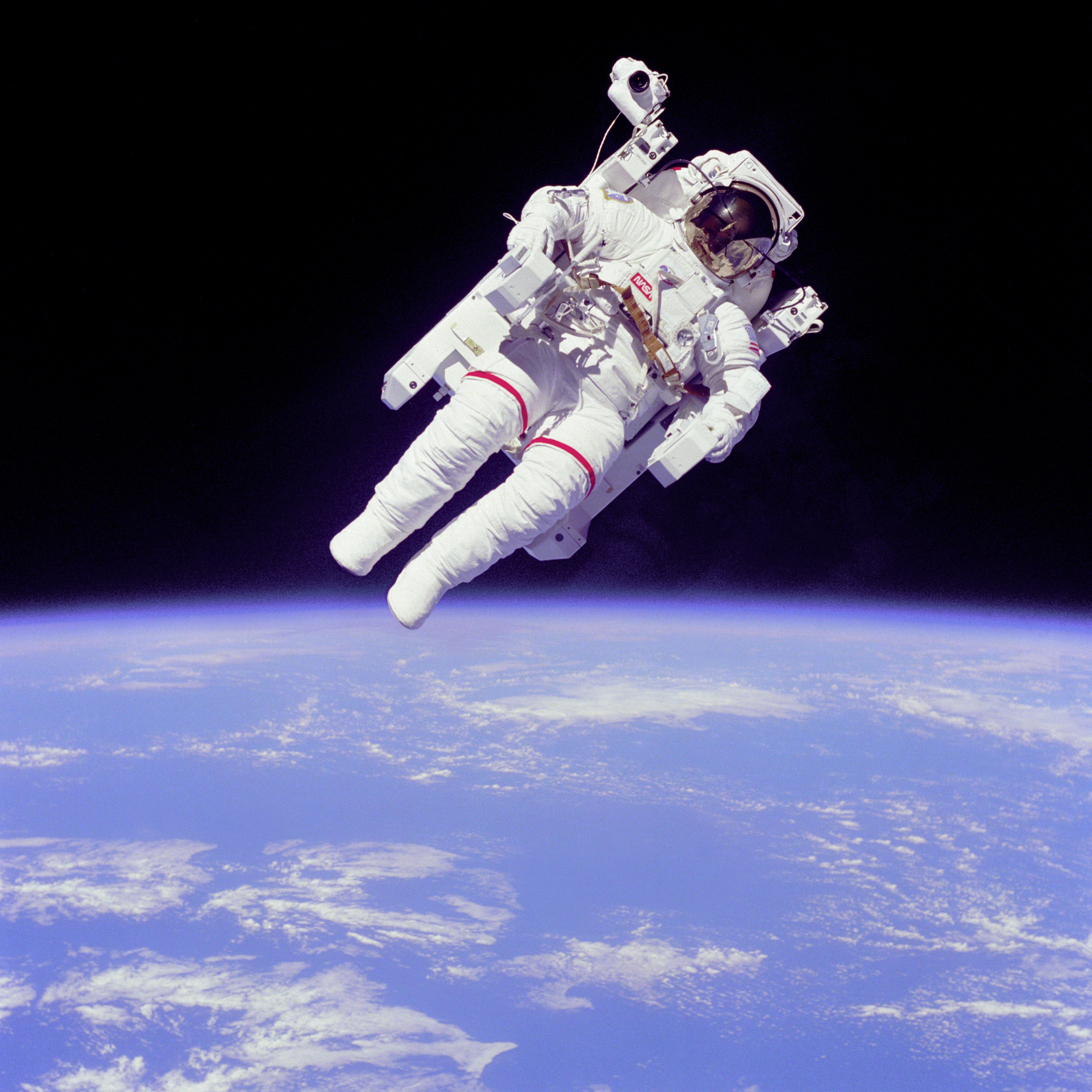
布魯斯·麥克坎德雷斯操作载人机动装置。

噴射背包（Jet pack）又稱作火箭背包（Rocket pack）是一種單人用的飛行裝置，通常是背著一組噴射引擎或火箭引擎將駕駛推離地面。
噴氣背包使用氣體或液體噴射來推動佩戴者穿過空氣，讓使用者可以獨力飛行。 這個概念在科幻小說中出現近一世紀，並在 1960 年代成為一種普遍期待。
從科技面來說，噴氣背包的推力，必須足以克服使用者、背包本身及內容燃料的重量，因此要有足夠且持續噴出的質量。但因為各種可用燃料整體質量比的問題無法克服，背包裝置所能提供的最大飛行時間受到相當大的限制，無法達成科幻小說中所想像的持續飛行 ，因此噴射背包至今主要用途仍限於特技面向。
此外，噴氣背包也是太空人艙外活動的工具，由於太空無重力，以及沒有空氣摩擦力， 噴氣背包提供一種增加人員機動的可能。
2008年推出的馬丁噴射背包雖然名稱有噴射背包，但它並不是一個噴射背包，而是直升機背包。

## 知名机构
- Gravity Institute（英语：Gravity Institute）

## 外部連結
- （页面存档备份，存于）
- （页面存档备份，存于）
- （页面存档备份，存于）
- （页面存档备份，存于）
- （页面存档备份，存于）
- （页面存档备份，存于）
- （页面存档备份，存于）
- （页面存档备份，存于）
- （页面存档备份，存于）
- Himmelstürmer flight pack （页面存档备份，存于）

Template:新兴技术